# 绥和站
绥和站（越南语：／）是越南富安省綏和市的一个铁路车站，位于南北鐵路上，该站北距河内站1,197公里，南距西贡站529公里:338。开行西贡至归仁、芽庄至岘港、西贡至河内的列车均有停靠此站。